# Distrito Escolar Unificado de Sunnyside
El Distrito Escolar Unificado de Sunnyside (Sunnyside Unified School District #12, SUSD) es un distrito escolar de Arizona. Tiene su sede en Tucson.
El distrito sirve partes del sur de Tucson, dos millas cuadradas del norte del Tohono O'odham Nation, y otras partes adyacentes del Condado de Pima. El distrito tiene una superficie de 93.6 millas cuadradas. A partir de 2015, tiene 17.000 estudiantes y gestiona 22 escuelas: una escuela preescolar, 13 escuelas primarias, cinco escuelas medias, tres escuelas preparatorias (high schools) y una escuela alternativa.